# Call Me Claus
Call Me Claus is een televisiefilm uit 2001 met in de hoofdrol Whoopi Goldberg. De film gaat over de Kerstman (Nigel Hawthorne) die op zoek is naar een vervanger na zijn periode van 200 jaar die met de aankomende kerstavond afloopt. Hij beslist dat Lucy Collins (Whoopi Goldberg) als excentrieke, humeurige producer van een thuiswinkelnetwerk de meest geschikte kandidaat is en zij huurt hem in om kerstprullaria te promoten op het thuiswinkelkanaal. De film ging in première op TNT. De regie was in handen van Peter Werner.

## Verhaal
De film begint met een flashback naar Lucy Collins als klein meisje. Haar moeder neemt de kinderen mee naar een winkelcentrum om de Kerstman te zien, die toevallig ook de echte is. De Kerstman is bijna aan het einde van zijn 200-jarig bewind als St. Nick en moet op zoek naar een vervanger: iemand die geniet van de kerstperiode en dit vanuit het hart uitstraalt. Wanneer de muts van de Kerstman gloeit op het hoofd van een kind betekent dat diegene de kerstsfeer in zich heeft. Hij ziet vele kinderen, maar geen van hen heeft de kerstsfeer in zich. Behalve Lucy, bij haar gloeit de muts, wat bewijst dat zij een goede waardige opvolger is. In de tijd van de flashback heeft hij nog een periode van 30-40 jaar te gaan. 
Heden ten dage, terug uit de flashback, is het de laatste Kerstmis van Nick als Kerstman en moet hij Lucy opnieuw vinden. Hij vindt haar in Los Angeles, waar ze werkzaam is als producer van thuiswinkelnetwerk "Shop-A-Lot". Ze lijkt de geest van Kerstmis vergeten te zijn (dezelfde avond dat de Kerstman haar in haar jeugd zag als een kind, kwam het nieuws dat haar vader gedood was) en richt zich meer op haar werk dan haar familie.
Lucy's baas (Brian Stokes Mitchell) wil een grote verkoop stimuleren voor de feestdagen. Hij komt met het idee om een nep-kerstman in te huren om die met kerst-memorabilia te laten adverteren. Lucy houdt auditie voor kerstman en krijgt daarbij vooral verschrikkelijke deelnemers. Lucy geeft bijna de hoop op, maar dan ziet ze Nick, die vrolijk en natuurlijk is en houdt van het seizoen. Ze huurt hem in. In de eerste paar dagen dat Nick aan het werk is, komen de bestellingen in groten getale binnen en het netwerk verkoopt meer kerstspullen dan alle andere thuiswinkelkanalen. Na felicitaties en een salarisverhoging is Nick zeer blij en gelukkig. Hij loopt door de eens onaangename gemeenschap en begint de kerstsfeer te zien waarop hij lang had gehoopt.
Na een paar dagen in dit werk zoekt Nick een naaste vriendschap met Lucy. Hij begint haar te vertellen over zijn Kerstman-periode en zijn keuze voor haar als opvolger. Hij zegt dat als hij niet een opvolger vindt, een reusachtige vloed de wereld zal verzwelgen, eraan toevoegend dat dat de reden was voor de ark van Noach. Lucy vindt het belachelijk en probeert weg van hem te blijven.
Op een nacht gaat Nick naar haar huis en vertelt haar naar waarheid over zijn zoektocht. Hij zegt haar de ogen te sluiten. Wanneer ze de ogen opent, bevindt ze zich met Nick op de Noordpool. In ongeloof nog steeds niet overtuigd, vraagt Lucy Nick haar terug te sturen naar huis. Nick doet dat en als ze wakker wordt denkt ze dat de Noordpool een droom was geweest. Ze ziet Nick op de bank en begint hem te vertellen over de droom. Nick onderbreekt haar door te vertellen dat het geen droom was en smeekt haar opnieuw om de kerstmuts op te zetten en Kerstman te worden. Ze zegt nog steeds nee.
Nick maakt zijn laatste uitzending op kerstavond. In zijn slotverklaring zegt hij dat men nooit de kerstsfeer moet opgeven en wenst iedereen veel geluk. Lucy overdenkt waarom hij "veel geluk" zegt. Na ontvangst van groot applaus van het personeel, begint Nick terug te gaan naar de Noordpool zonder een opvolger en de vloed voor te bereiden met de elfen. Voordat hij vertrekt uit Los Angeles, laat hij de muts op het dressoir bij Lucy achter met een briefje waarin staat: het is nooit te laat.
Wanneer Lucy een ritje maakt met haar baas, begint ze te geloven wat Nick zei over Kerstmis, en haar rol als Kerstman. Ze realiseert zich dat haar baas slechts geld wil en kerst zou willen bezitten, en zegt hem te stoppen en hem zeggende dat niemand Kerst kan bezitten. Thuis ziet ze dat Nick is weggegaan. Ze vindt de muts en de brief. Nieuwsgierig als ze is zet ze de muts op, die helder straalt. Ze beseft dat ze echt de Kerstman is.
Terug op de Noordpool bereiden ze zich voor op het ergste. Plotseling ziet een van de elfen in een sneeuwbol hoe Lucy haar Kerstman-zijn aan het vieren is. Zodra elf-assistent Ralph (Taylor Negron) erover hoort, gaan hij en Nick Lucy oppikken. Lucy loopt haar appartement uit en vindt Ralph en Nick in de taxi. Ze gaat naar binnen en transformeert in de Kerstman. Zodra ze haar kerstmanpak aan heeft (die bestaat uit dreadlocks onder de muts, zuivere Whoopi-stijl), heeft Nick de zijne niet meer. Voor de eerste paar huizen helpt Nick Lucy door de schoorsteen naar beneden gaan en met het leveren van het speelgoed. Voordat ze doorgaan zegt Lucy Ralph de slee te stoppen voor een kerk, waar haar nichtje in een koor zingt. Als ze aankomt ziet ze haar nicht solo zingen en feliciteert haar, haar broer en haar moeder. Bij het zien van haar kerstmanpak, kijken ze verbaasd. Op dat moment begint het te sneeuwen in Los Angeles. Met verbaasde gezichten rennen de mensen naar buiten en zien de slee. Langzaam begin de familie van Lucy te beseffen dat zij de Kerstman is. Nadat Lucy iedereen en haar familie gedag heeft gezegd, gaan zij (Lucy, Nick en Ralph) omhoog en weg in de kerstnacht. 

## Rolverdeling
| Acteur                | Personage      |
| --------------------- | -------------- |
| Whoopi Goldberg       | Lucy Cullins   |
| Nigel Hawthorne       | Nick           |
| Brian Stokes Mitchell | Cameron        |
| Victor Garber         | Taylor         |
| Taylor Negron         | Ralph          |
| Frankie Faison        | Dwayne         |
| Alexandra Wentworth   | P.A.           |
| Melody Garrett        | Mama           |
| Robert Costanzo       | Teamster Santa |
| Jazmn                 | Iesha          |